# Lauriano
Lauriano (piemonti nyelven Laurian) egy észak-olasz község (comune) a Piemont régióban.